# Grüner Seeringelwurm

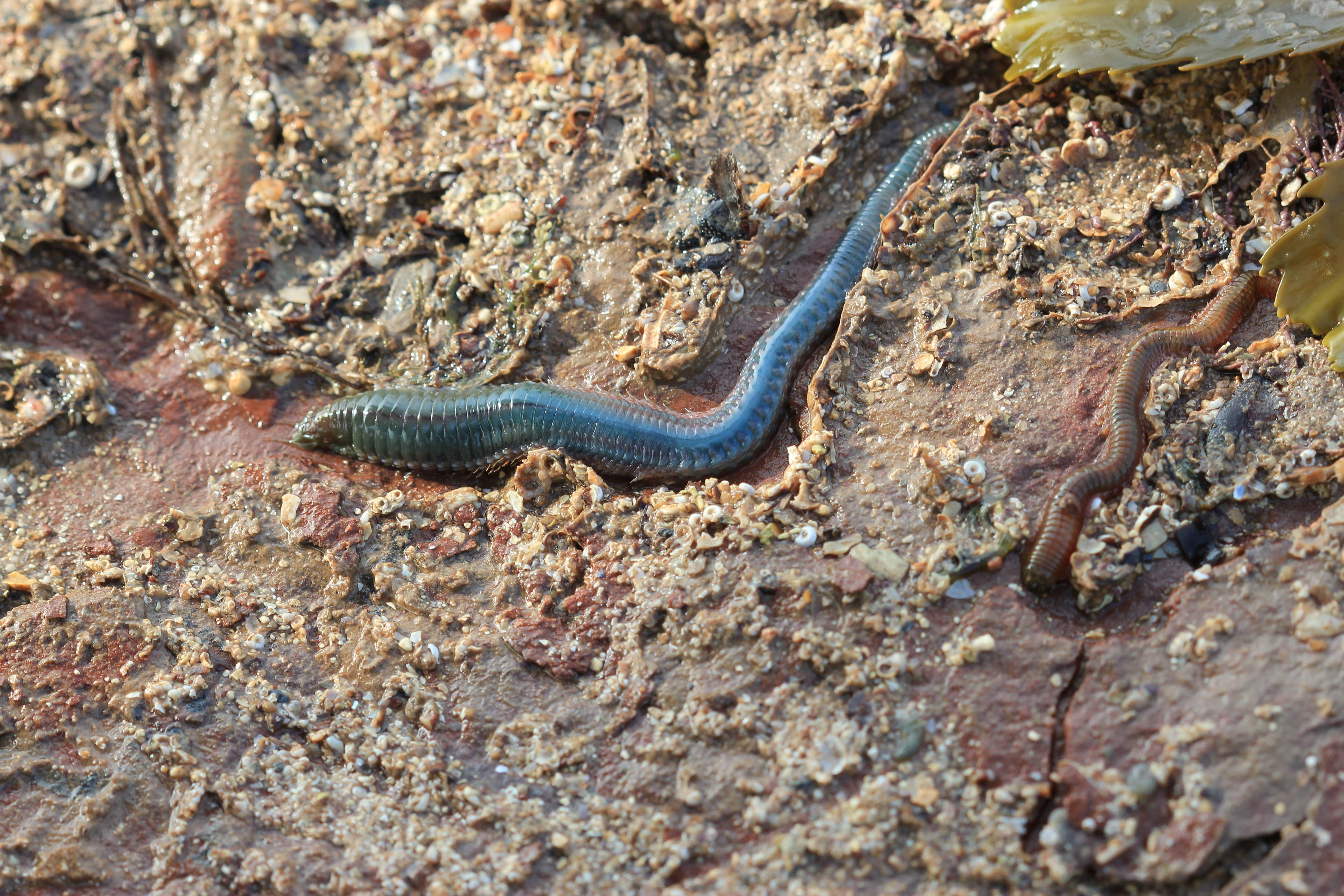
Grüner Seeringelwurm Nereis virens und der kleinere Schillernde Seeringelwurm Hediste diversicolor am Helgoländer Felssockel

Der Grüne Seeringelwurm (Alitta virens) ist ein kosmopolitischer mariner Ringelwurm aus der Gattung Alitta innerhalb der Vielborster-Familie der Nereididae.

## Merkmale
Der Grüne Seeringelwurm hat einen langen, schmalen Körper mit einer glatten Haut. Er wird bis zu 90 cm lang und zählt dann etwa 200 Segmente. Am Prostomium sitzen ein Paar Antennen ohne Antennenträger, ein Paar zweigliedriger Palpen, die etwas länger als die Antennen sind, und 2 Paar Augen in Anordnung eines Trapezoids. Die dorsalen Tentakular-Cirren sind etwa zweimal so lang wie die ventralen; der zweite dorsale Cirrus reicht bis zum achten Segment. Der Pharynx hat ein Paar gezähnter Kiefer. Der Mund- und der Maxillenring weisen konische Paragnathen auf. Die mit einem Gelenk versehenen Borsten sind lang und dünn.
Die Parapodien der ersten beiden borstentragenden Segmente sind einzweigig mit drei Lappen. Alle weiteren Parapodien haben zwei Zweige mit 4 Lappen, die in Gestalt und Größe über den Körper hinweg wenig variieren. Der besonders bei großen Tieren blattförmige dorsale Lappen des Notopodiums ist der längste. Der Lappen der Acicula des Notopodiums ist zweilappig und der Lappen über der Aciula immer kürzer als der darunter. Der Lappen der Acicula des Neuropodiums ist ebenfalls zweilappig und der Lappen über der Aciula ebenso immer kürzer als der darunter; zudem ragt bei ihm hinter den Borsten ein Lappen über der Acicula hervor. An den hinteren Segmenten unterscheiden sich die Lappen in ihrer Größe nur geringfügig. Der dorsale Cirrus setzt an der dorsalen Kante des dorsalen Lappens des Notopodiums an.
Das Tier ist dunkelgrün und schillert bläulich. Die Lappen der Parapodien sind gelb gesäumt.

## Verbreitung und Lebensraum
Alitta virens ist als Kosmopolit weit verbreitet, so unter anderem im nördlichen Atlantischen Ozean einschließlich der Nordsee, im Skagerrak, Kattegat, der Arktis und im nördlichen Pazifischen Ozean.
Der Grüne Seeringelwurm lebt auf verschiedenen Sedimenttypen, so auf weichem Schlamm, schlammigem Sand oder auch grobkörnigem Substrat. Im Gegensatz zu Hediste diversicolor dringt er nicht in Flussmündungen vor, da er salzarmes Wasser offenbar nicht verträgt.
Er gräbt im Sediment und kleidet seine Gänge mit Schleim aus, kann aber auch schlangenähnlich schwimmen.

## Lebenszyklus
Der Grüne Seeringelwurm ist getrenntgeschlechtlich mit etwa gleich großen Weibchen und Männchen und äußerer Befruchtung. Anders als beim Bernstein-Ringelwurm ändert das geschlechtsreife Weibchen des Grünen Seeringelwurms seine äußere Gestalt überhaupt nicht und das geschlechtsreife Männchen als Epitoke nur geringfügig, wobei sich die dorsalen Cirren an den Parapodien der vorderen Segmente verlängern und an den hinteren Segmenten kleine Segel an den dorsalen Cirren entstehen. Weibchen und Männchen kommen in großer Anzahl zusammen und sterben nach der Paarung. Nach der äußeren Befruchtung entwickeln sich die Eier zu Larven, die frei schwimmend als Zooplankton leben und später zu kriechenden Würmern metamorphosieren.

## Ernährung
Alitta virens ist ein Allesfresser, der Substratpartikel verschluckt, um anhaftenden Detritus und Kleinstlebewesen zu verdauen, doch erbeutet er auch beweglichere Kleintiere, insbesondere andere Polychaeten wie den Opalwurm, und nimmt Aas auf.

## Taxonomie
Früher wurde der Grüne Seeringelwurm fälschlich der Gattung Nereis zugeordnet und als Nereis virens, Neanthes virens bezeichnet. Die Spezies ist eine von insgesamt acht Arten innerhalb der Gattung Alitta
- Alitta acutifolia (Ehlers, 1901)
- Alitta brandti Malmgren, 1865
- Alitta dyamusi (Izuka, 1912)
- Alitta grandis (Stimpson, 1853)
- Alitta plenidentata (Moore, 1909)
- Bernstein-Ringelwurm Alitta succinea (Leuckart, 1847)
- Alitta williami Villalobos-Guerrero & Bakken, 2018